# René Waleff
René Waleff (Ginebra, Suïssa, 30 de novembre de 1874 – Jouarre, Sena i Marne, 31 de març de 1961) va ser un remer francès que va competir cavall del segle xix i el segle xx. El 1900 va prendre part en els Jocs Olímpics de París, on guanyà una medalla de plata en la prova de dos amb timoner com a membre de l'equip Société Nautique de la Marne. Amb aquest mateix equip disputà les proves del quatre i vuit amb timoner, sense que en cap d'elles aconseguís arribar a la final.